# Изерлон Рустерс
«Изерлон Рустерс» (англ. Iserlohn Roosters — «изерлонские петухи») — германский хоккейный
клуб из города Изерлон. Выступает в Немецкой хоккейной лиге (DEL).

## История
Официально клуб «Изерлон Рустерс» был создан в 1994 году, но корни его уходят к «ЕК Деллингхофен» (1959).
В 1959—1980 клуб назывался «ЕК Деллингхофен» (нем. EC Deilinghofen).
В 1980—1988 — «ЕКД Изерлон» (нем. ECD Iserlohn).
В 1988—1994 — «ЕКД Зауэрланд» (нем. ECD Sauerland).
В 1994—2000 — «Изерлонер ЕК» (нем. Iserlohner EC).
С 2000 года команда носит название «Изерлон Рустерс» (англ. Iserlohn Roosters).
Выступает в Немецкой хоккейной лиге (DEL) с 2000 года.
С 2003 года клуб проводит домашние матчи в Айсшпортхалле Изерлон (нем. Eissporthalle Iserlohn) (Изерлон, Северный Рейн — Вестфалия).
Цвета клуба — синий, белый.

## Достижения
- Плей-офф полуфинал в чемпионате Германии — 1986
- Чемпион Германии среди молодёжи — 2008
- Чемпион Германии среди юношей — 2000